# تاريخ إيران الاقتصادي
قبل عام 1979، شهدت ايران تطوراً اقتصادياً سريعاً. بحلول السبعينيات، شهد المجتمع الزراعي التقليدي تحديثاً صناعياً واقتصادياً كبيراً. تباطأت وتيرة النمو هذه بشكل كبير بحلول عام 1978 حيث وصلت هروب رؤوس الأموال من 30 إلى 40 مليار دولار عام 1980 قبل الثورة مباشرة.
بعد ثورة 1979، شرعت الحكومة الإيرانية في تطبيق 4 إصلاحات:
1. الأول تأميم جميع القطاعات الصناعية، ومنها شركة النفط الوطنية الإيرانية، وجميع المصارف الإيرانية.
2. قام الدستور الجديد بتقسيم الاقتصاد إلى 3 قطاعات مختلفة، القطاع «التابع للدولة»، القطاع «التعاوني»، والقطاع «الخاص»، حيث أصبحت معظم الأعمال مملوكة للدولة.
3. بدأت الحكومة استخدام التخطيط المركزي للسيطرة على الاقتصاد، حيث قام المرشد الأعلى والرئيس والمجلس بوضع خطط اجتماعية اقتصادية خمسية.
4. تولت الدولة السيطرة على تحديد الأسعار والسلع المدعومة.

كانت أهداف طويلة المدى التي تبنتها الحكومة الإيرانية منذ الثورة هي الاستقلال الاقتصادي، التوظيف الكامل، ومعيار الحياة المريح للمواطنين، لكن عند نهاية القرن 20، واجه الاقتصاد الإيراني الكثير من العقبات. زاد عدد السكان لأكثر من الضعف فيما بين عام 1980 و2000 وزادت أعداد الشباب بشكل كبير. على الرغم من العدد الضخم نسبياً للمزارعين الإيرانيين، إلا أن القطاع الزراعي قد تراجع بشكل كبير منذ الستينيات. بحلول التسعينيات، كانت إيران أكبر مصدر للأغذية. في ذلك الوقت، أدت المصاعب الاقتصادية في الريف إلى انتقال أعداد كبيرة من الناس إلى المدن.
أسفرت الحرب التي استمرت ثماني سنوات مع العراق عن مقتل 300 ألف إيراني على الأقل وإصابة أكثر من 500.000. كانت تكلفة الحرب الاقتصادية حوالي 500 مليار دولار. بعد توقف الأعمال العدائية مع العراق في عام 1988، حاولت الحكومة تطوير قطاعات الاتصالات والنقل والصناعة والرعاية الصحية والتعليم والطاقة (بما في ذلك منشآت الطاقة النووية المحتملة)، وبدأت عملية دمج البنية التحتية للاتصالات والنقل مع نظيراتها في الدول المجاورة.
منذ عام 2004، حاول المرشد الأعلى علي خامنئي والرئيس محمود أحمدي نجاد تنفيذ الإصلاحات التي من شأنها أن تؤدي إلى خصخصة إيران لكن تلك الجهود لم تنجح بعد، مما يجعل إيران مسير للانتقال نحو اقتصاد السوق.

## حقبة الدولة البهلوية (1925–1979)
قام رضا بهلوي (حكم 1925-41) بتحسين البنية التحتية الشاملة للبلاد، وتنفيذ إصلاحات في قطاع التعليم، وحملة ضد النفوذ الأجنبي في البلاد، وإصلاح النظام القانوني، وإدخال الصناعات الحديثة. خلال ذلك الوقت، شهدت إيران فترة من التغيير الاجتماعي والتنمية الاقتصادية والاستقرار السياسي النسبي.
في فترة ما بين الحربين، تم إدخال الصناعات الحديثة. بينما كان هناك أقل من 20 مصنعاً صناعياً حديثاً في عام 1925، بحلول عام 1941، تم إنشاء أكثر من 800 مصنع جديد، بهدف تقليل اعتماد الدولة على الواردات. شجعت الدولة التصنيع من خلال رفع الرسوم الجمركية، وتمويل الصناعات الحديثة، وفرض الاحتكارات الحكومية. جذبت التغييرات في النظام القانوني والهيكل الضريبي والسياسات التجارية الموارد المالية المحلية وأدت إلى ظهور مجموعة من رواد الأعمال الشباب الجدد. أصبح بلاط الشاه أكبر مستثمر في الصناعات الجديدة. من خلال مصادرة العقارات، بصفة رئيسية، أصبح الشاه نفسه أغنى رجل في البلاد. حدثت زيادة في الاستثمار في مجالات التعدين والبناء والصناعة، ونمت استثمارات البنية التحتية بشكل ملحوظ. في عام 1925، كان لدى إيران 250 كم فقط من خطوط السكك الحديدية و2400 كيلومتر من الطرق الغير ممهدة؛ بحلول عام 1938 زاد مجموعها إلى 1700 و12000 كيلومتر على التوالي. النمو الصناعي لم يكن متوازناً. كان التكامل بين القطاعات والصناعات غائباً، ولم تلبي الصناعات الجديدة سوى جزء من الطلب المحلي المتزايد. الزراعة، التي استفاد منها 90 في المائة من القوى العاملة، لم تستفد من الإصلاح الاقتصادي. علاوة على ذلك، لم تكن مجالات التوسع في الاقتصاد كثيفة العمالة. استوعبت القطاعات الحديثة (مصايد بحر قزوين، السكك الحديدي، الموانئ البحرية، صناعة النفط، المصانع الحديثة، وحقول الفحم) ما مجموعه حوالي 170,000 عامل فقط، أي أقل من 4% من القوى العاملة.
تمكنت الحكومة من توسيع التجارة الدولية من خلال تقنيات مثل ضوابط الصرف الأجنبي المفروضة في عام 1936. وكانت العديد من العناصر الجديدة من بين البضائع المستوردة التي تتطلبها الصناعة، والجيش، والسكك الحديدية، وغيرها من مجالات الاستثمار في البنية التحتية. تم استبدال منتجات التصدير الزراعية والصناعية التقليدية بصادرات النفط. ألمانيا أصبحت الشريك التجاري الرئيسي لإيران بحلول عام 1940، وهو ما يمثل 42 في المائة من تجارتها الخارجية؛ وجاءت الولايات المتحدة في المرتبة الثانية، مع 23 في المئة. كان الاتحاد السوفيتي أيضًا شريكاً تجارياً رئيسياً في هذه الفترة. على الرغم من العديد من التطورات في السياسة الاقتصادية الداخلية والخارجية، إلا أن إيران ظلت مصدراً للمواد الخام والسلع التقليدية ومستورداً للسلع الاستهلاكية والسلع الرأسمالية في السنوات التي سبقت الحرب العالمية الثانية.
عام 1941 تنازل الشاه رضا پهلوي عن الحكم لابنه، محمد رضا بهلوي (حكم 1941-79). لم يحدث أي تغير جوهري في الاقتصاد الإيراني خلال الحرب العالمية الثانية (1939-1945) والسنوات التالية مباشرة. ومع ذلك، بين عامي 1954 و1960، أدت الزيادة السريعة في عائدات النفط والمعونة الأجنبية المستمرة إلى زيادة الاستثمار والنمو الاقتصادي السريع، وخاصة في القطاع الحكومي. في وقت لاحق، زاد التضخم، انخفضت قيمة العملة الوطنية (الريال)، وتطور العجز في التجارة الخارجية. أدت السياسات الاقتصادية المنفذة لمكافحة هذه المشاكل إلى انخفاض معدلات النمو الاقتصادي الاسمي ودخل الفرد بحلول عام 1961.

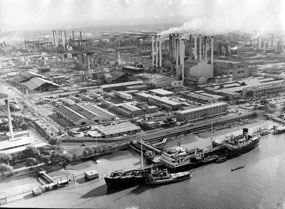
مصفاة عبدان، بُنيت عام 1913.

رداً على هذه النكسات، بدأت إيران في خطة التنمية الاقتصادية الثالثة (1962-1968) مع التركيز على التصنيع. غيرت السياسات الاقتصادية الجديدة بشكل كبير دور القطاع الخاص. إن التوسع في البنوك الخاصة والعامة، بالإضافة إلى إنشاء بنكين متخصصين، يوفر أسواق ائتمان موثوقة لمؤسسات التصنيع الخاصة المتوسطة والكبيرة. على سبيل المثال لا الحصر الائتمان الرخيص، شملت البرامج الحكومية أيضاً مجموعة واسعة من الحوافز لتشجيع الاستثمار في الصناعات الجديدة من قبل الشركات الإيرانية والأجنبية. كان معظم الاستثمار الجديد بمثابة جهد مشترك بين القطاع العام والمستثمرين الأجانب أو الشركات الخاصة والشركات الأجنبية. كما زاد الاستثمار في الطرق والطرق السريعة والسدود والجسور والموانئ البحرية. بدعم من الحكومة، اجتذب جزء من القطاع الزراعي استثمارات كبيرة. تم إنشاء العديد من العمليات الزراعية واسعة النطاق في اللحوم ومنتجات الألبان وإنتاج الفاكهة. غير أن صغار المزارعين لم يستفيدوا من الفرص الاستثمارية الجديدة.
بموجب خطط التنمية الاقتصادية الرابعة والخامسة (1968-1973؛ 1973-1978)، أصبح الاقتصاد الإيراني منفتحاً بشكل متزايد أمام الواردات والاستثمارات الأجنبية. أدى مزيج من عائدات النفط والإنفاق العام والاستثمارات الأجنبية والمحلية إلى توسيع الطبقة الوسطى في المدن الكبرى، ولا سيما طهران. في أعقاب الارتفاع الحاد في أسعار النفط الخام التي أعقبت حرب 1973 بين مصر وسوريا ضد إسرائيل، نمت عملية التصنيع والاستهلاك بشكل سريع. بين عامي 1973 و1977، قدمت البنوك المتخصصة أكثر من 200 مليار ريال إلى قطاع الصناعات التحويلية، وبلغ متوسط الزيادة في الاستثمار 56 في المائة سنويًا. طغت فيضان البضائع المستوردة والمواد الخام على قدرة الموانئ البحرية والمستودعات. كان الجيش أيضًا مستفيدًا من الظروف الاقتصادية والاجتماعية الجديدة. استوعب الأفراد العسكريون والمدفعية والمعدات الحديثة والتدريب العسكري جزءًا كبيرًا من الميزانية.

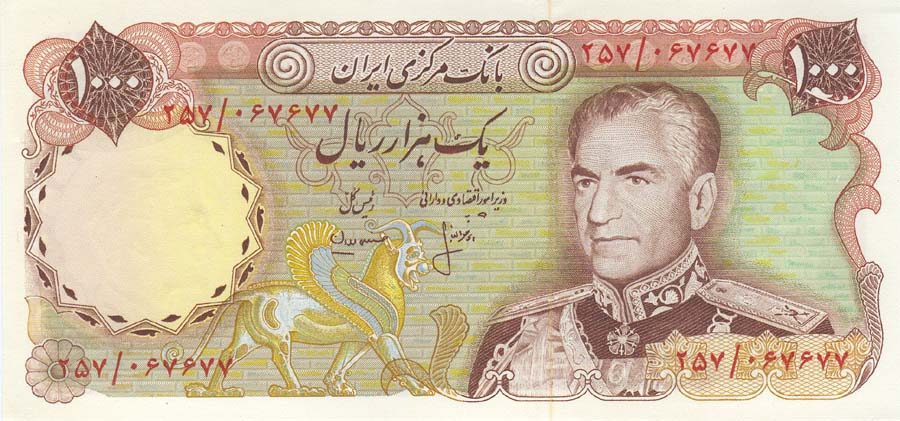
بورتريه للشاه على عملة ورقية فئة 1000 ريال إيراني.

ما بين السنة المالية 1964 والسنة المالية 1978، نما إجمالي الناتج القومي الإيراني بمعدل سنوي بلغ 13.2 في المائة بالأسعار الثابتة. توسعت صناعات النفط والغاز والبناء بنحو 500 في المائة خلال هذه الفترة، بينما ارتفعت حصة الصناعات ذات القيمة المضافة بنسبة 4 في المائة. زيادة مشاركة المرأة في القوى العاملة في المناطق الحضرية. انضمت أعداد كبيرة من إيرانيات الحضر، من طبقات اجتماعية مختلفة، إلى القوى العاملة الماهرة وشبه الماهرة. بالإضافة إلى ذلك، ارتفع عدد النساء الملتحقات بالتعليم العالي من 5000 في السنة المالية 1967 إلى أكثر من 74000 في السنة المالية 1978.
ومع ذلك، أصبح النمو الاقتصادي يعتمد بشكل متزايد على عائدات النفط في السبعينيات. بحلول عام 1977، بلغت عائدات النفط 20 مليار دولار أمريكي سنوياً (79 بالمائة من إجمالي الإيرادات الحكومية). لم تشهد قطاعات أخرى من الاقتصاد ومناطق البلاد نمطًا موحدًا من النمو خلال هذه الفترة. الزراعة، والصناعات التقليدية وشبه التقليدية، وقطاع الخدمات لم تزدهر بنفس القدر الذي حققته الصناعات التحويلية «الحديثة» التي ترعاها الدولة، والتي كانت تمثل 6 في المائة فقط من العمالة الصناعية. مع انخفاض فرص العمل في المناطق الريفية والصناعات التقليدية، زادت العمالة العامة في المناطق الحضرية. ظلت نسبة الإيرانيين العاملين في القطاع الحر مستقرة.
كان التطور المتسارع للطبقة الوسطى نتيجة رئيسية في الستينيات والسبعينيات. وكان من بين هؤلاء الطلاب المثقفون المحترفون الجدد، الذين كان يطلق عليهم المتخصصين. كان القاسم المشترك بينهم الخبرة المهنية أو الثقافية أو الإدارية المكتسبة من خلال التعليم الحديث. ومع ذلك، فإن أنماط النمو الاقتصادي والتطور الإقليمي إلى جانب التخلف السياسي لنظام الشاه في مجالات مثل المؤسسات المدنية وحقوق الإنسان وحقوق الملكية كانت فرص محدودة لغالبية الإيرانيين لتطوير إمكاناتهم الاجتماعية والاقتصادية بالكامل. قلل الاستقطاب الاقتصادي والاجتماعي من التنافس بين الشركات والتطور المحدود لجزء من الاقتصاد المعني بمصالح الجماعات المهيمنة المرتبطة ارتباطًا وثيقًا بمحكمة الشاه والدولة. تم استبعاد معظم الإيرانيين من اتخاذ القرارات السياسية والاقتصادية.

## بعد ثورة 1979

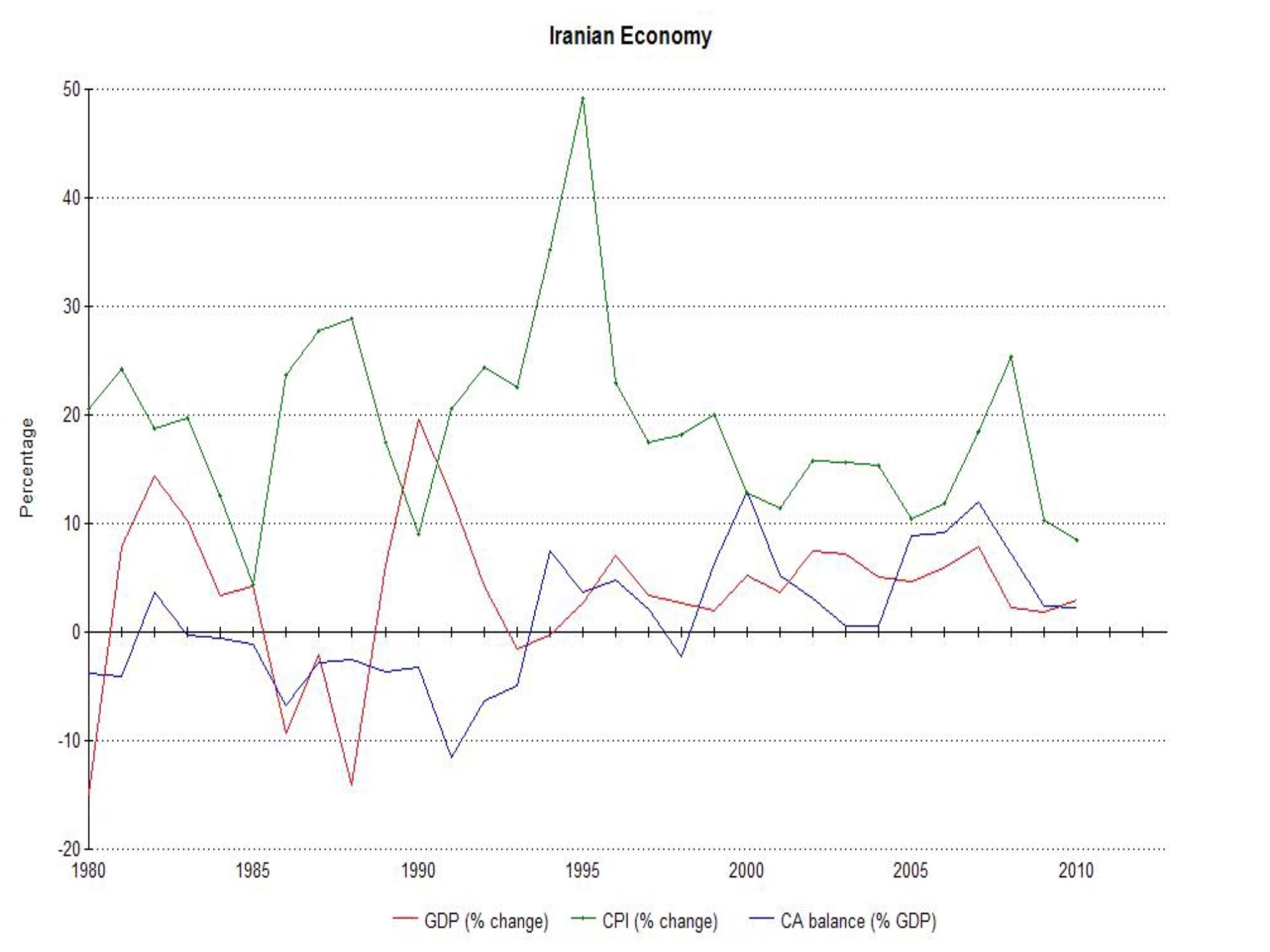
إيران: الناتج المحلي الإجمالي، مؤشر سعر المستهلك والبيانات المحاسبية الحالية (1980-2010).

بموجب الدستور الإيراني 1979، كانت مهمة الحكومة الإسلامية أن تقدم لجميع المواطنين فرص متساوية ومناسبة، لتوفير فرص العمل، وتلبية احتياجاتهم الأساسية، حتى يمكن ضمان تقدمهم. تتمثل أهداف إيران طويلة الأجل منذ ثورة 1979 في الاستقلال الاقتصادي والعمالة الكاملة ومستوى معيشة مريح للمواطنين، ولكن في نهاية القرن العشرين، واجه المستقبل الاقتصادي للبلاد العديد من العقبات. زاد عدد سكان إيران بأكثر من الضعف خلال 20 عاماً، مع تزايد عدد الشباب. على الرغم من أن جزءاً كبيراً نسبياً من السكان يشارك في قطاع الزراعة، إلا أن الإنتاج الزراعي شهد انخفاضاً مستمراً منذ الستينيات. بحلول أواخر التسعينيات، كانت إيران مستورداً رئيسياً للمواد الغذائية، وقد أدت المصاعب الاقتصادية في الريف إلى دفع أعداد كبيرة من الناس إلى الهجرة إلى المدن.
معدل معرفة الكتابة والقراءة والعمر المتوقع في إيران مرتفع بالنسبة للمنطقة، وكذلك معدل البطالة، وتبلغ نسبة التضخم 20% سنوياً. لا تزال إيران معتمدة بشكل كبير على قطاع صناعة رئيسي، وهو استخراج النفط والغاز الطبيعي لتصديره، وتواجه الحكومة صعوبات متزايدة في توفير فرص للشباب، ونقصاً في القوى العاملة المتعلمة. أدى هذا إلى تنامي الشعور بالإحباط بين الطبقة الدنيا والطبقة المتوسطة من الإيرانيين.
في أعقاب عمليات التأميم في عام 1979 اندلعت الحرب الإيرانية العراقية، حيث أصبح أكثر من 80% من الدخل الاقتصادي الإيراني تحت سيطرة الحكومة. بعد انتهاء الأعمال العدائية مع العراق عام 1988، حاولت الحكومة تطوير قطاع الاتصالات، النقل، التصنيع، الرعاية الصحية، التعليم والبنية التحتية للطاقة (وتشمل مرافق الطاقة النووية المتوقعة]]) وبدأت عملية دمج البنية التحتية الإيرانية للاتصالات والنقل مع دول الجوار. تشير التقديرات إلى أن إيران تكبدت خسائر بقيمة 500 مليار دولار خلال حرب العراق.
عام 1996، مررت الحكومة الأمريكية قانون العقوبات على إيران وليبيا، الذي يمنع الشركات الأمريكية (وغير الأمريكية) من الاستثمار والتجارة مع إيران بأكثر من 20 مليون دولار سنوياً، مع استثناءات، منذ 2000، لبعض السلع مثل الأدوية، والمعدات الطبية.

### نظرة عامة على الخطط الاقتصادية النجاحة (1991–2010)
| الخطط (مصادر البيانات الأساسية: البرلمان الإيراني ووزارة التجارة | 1991–2001 (أُنجزت) | 2005–10 (الهدف)     | 2009–10 (أُنجزت)                             |
| ---------------------------------------------------------------- | ----------------- | ------------------- | ------------------------------------------- |
| عدد البنود التي ينبغي تطبيقها في الخطة                           | —                 | 290                 | 117                                         |
| النمو الاقتصادي                                                  | 3.9% في المتوسط   | 8% في المتوسط       | 6.3% في المتوسط (2006–10)                   |
| نمو السيولة                                                      | 27.3% في المتوسط  | <20% في المتوسط     | 33% في المتوسط                              |
| التضخم                                                           | 23% في المتوسط    | <10% في المتوسط     | 16% في المتوسط                              |
| معدل البطالة                                                     | —                 | 11% بحلول 2010      | 12% في المتوسط (2005–10)                    |
| خلق فرص العمل سنوياً بحلول 2010                                   | —                 | 848.000 وظيفة/سنوياً | 725.000 وظيفة/سنوياً                         |
| نمو الإنتاج العمالي                                              | 1.3% في المتوسط   | 3.5%                | —                                           |
| نمو الاستثمارات                                                  | 4.3% في المتوسط   | 12.2%               | —                                           |
| النمو السكاني                                                    | 1.5% في المتوسط   | 1.4%                | —                                           |
| نمو الصادرات غير النفطية                                         | 5.6% في المتوسط   | 10.7%               | —                                           |
| مؤشر الوصول للتكنولوجيا                                          | —                 | 0.45                | 0.26                                        |
| معدل الإنفاق على الأبحاث مقابل ن.م.إ                             | 0.4% (2001)       | 2.5%                | 0.87%                                       |
| معدل صادرات التكنولوجيا المتقدمة لإجمالي الصادرات غير النفطية    | —                 | 6                   | 2                                           |
| حقول النفط والغاز الطبيعي المكتشفة حديثاً (2005–10)               | —                 | —                   | 19 حقل نفط جديد وثمانية احتياطيات غاز طبيعي |
| معدل الإنفاق لأعلى 10% إلى أقل 10% من الأسر                      | 19.4 (2001)       | —                   | 14                                          |
| معامل جيني                                                       | 0.43 (2001)       | —                   | 0.38 تبعاً للحكومة                           |
| بنیاد                                                            | 423 (2001)        | —                   | 800                                         |
| السكان تحت خط الفقر (المتوسطة 50%)                               | 15% (2001)        | —                   | 7% تبعاً للحكومة                             |
| معدل الوصول- مستخدمي الإنترنت                                    | —                 | 50%                 | 60% (2009)                                  |
| خطوط الهاتف الأرضي                                               | —                 | 36 مليون خط أرضي    | 24.8 مليون (2008)                           |
| مستخدمو الإنترنت                                                 | —                 | 30 مليون مستخدم     | 23 million (2008)                           |

### خطة التطوير الاجتماعي-الاقتصادي (2010–2015)
| العنصر                                  | 2010 (أُنجز)                                                    | 2010–15 (الهدف) |
| --------------------------------------- | -------------------------------------------------------------- | --- |
| الترتيبات العالمية ن.م.إ.               | 18 أكبر اقتصاد حسب ق.ش.م.                                      | 12th in 2015; غولدمان ساكس estimate: 12th by 2025 |
| معدل النمو السنوي                       | 2.6%                                                           | 8% في المتوسط (اعتماداً على 1.1 تريليون دولار قيمة الاستثمار الأجنبي والمحلي)/ BMI نسخة محفوظة 31 يناير 2011 على موقع واي باك مشين. forecast: 3.6% on average (2009–14) |
| البطالة                                 | 11.8% تبعاً للحكومة، مصادر غير رسمية: 12–22%؛ 30% تبعاً للمعارضة | 7% بحلول 2015، بخلق مليون فرصة عمل جديدة سنوياً |
| معدل التضخم                             | 15% (اعتباراً من يناير 2010)                                    | 12% في المتوسط |
| ضريبة القيمة المضافة                    | 3%                                                             | 8% |
| الخصخصة                                 | No                                                             | 20% من الشركات المملوكة للدولة التي يتم تخصيصها سنوياً |
| حصة القطاع التعاوني (% ن.م.إ.)          | < 5%                                                           | 25% |
| R&D (% ن.م.إ.)                          | 0.87%                                                          | 2.5% |
| حصة الصادرات غير النفطية                | 20%                                                            | 30% (83 بليون دولار) بحلول 2016 |
| سعر النفط والعائدات في الميزانية        | 60 دولار للبرميل                                               | 65 دولار في المتوسط للبرميل / 250 بليون دولار من عائدات النفط والغاز في 2015 بمجرد دخول المشروعات الحالية مرحلة الإنتاج؛ تنبؤات صندوق النقد الدولي: 60 بليون دولار فقط |
| صندوق التنمية الوطنية الإيراني          | —                                                              | 30% of وزارة النفط to be allocated to the صندوق التنمية الوطنية الإيراني by 2015                                                                                       |
| النفط في إيران                          | 4.1 million bpd                                                | 5.2 million bpd (with some 2,500 oil and gas wells to be drilled and commissioned)                                                                                     |
| النفط في إيران production               | —                                                              | 900 million cubic meter/day |
| R&D projects in oil industry            | —                                                              | Implementation of 380 research projects by 2015 covering the enhancement of the recovery rate, gas conversion and hydro conversion                                     |
| Investment in النفط في إيران            | —                                                              | $20 billion a year in private and foreign investment, in part to boost الشركة الوطنية الإيرانية لتكريرو توزيع النفط                                                    |
| الشركة الوطنية الإيرانية للبتروكيماويات | ~50 million tpy                                                | 100 million tpy |
| الشركة الوطنية الإيرانية للنفط          | 25% market share in الخليج العربي                              | 50% market share or 7.5 million tpy of liquid fuel |
| الشركة الوطنية الإيرانية للنفط          | 11.5 billion liters                                            | 16.7 billion liters |
| حقل غاز الشمال                          | —                                                              | 14 billion cubic meters |
| قائمة محطات الطاقة في إيران             | 61,000 MW                                                      | 86,000 MW |
| قائمة محطات الطاقة في إيران             | 38%                                                            | 45% |
| Investment in الصناعة في إيران          | —                                                              | $70 billion/700,000 billion ريال إيراني |
| مناجم إيران                             | ~10 million tpy                                                | 42 million tpy by 2015 |
| مناجم إيران                             | ~27 million tpy                                                | 66 million tpy by 2015 |
| مناجم إيران                             | ~71 million tpy                                                | 110 million tpy |
| حجر جيري                                | —                                                              | 166 million tpy |
| الصناعة في إيران                        | —                                                              | 50 new industrial parks to be built by 2015 |
| النقل في إيران                          | 150 million tons                                               | 200 million tons |
| سكك حديد الجمهورية الإسلامية الإيرانية  | 10,000 kilometers                                              | 15,000 kilometers by 2015 at a cost of $8 billion per annum |
| النقل في إيران                          | 7 million tons                                                 | 40 million tons of goods |
| الإتصالات في إيران                      | —                                                              | 20% of domestic trade, 30% of foreign trade and 80% of government transactions to be made electronically                                                               |

### المخططات الاقتصادية التاريخية

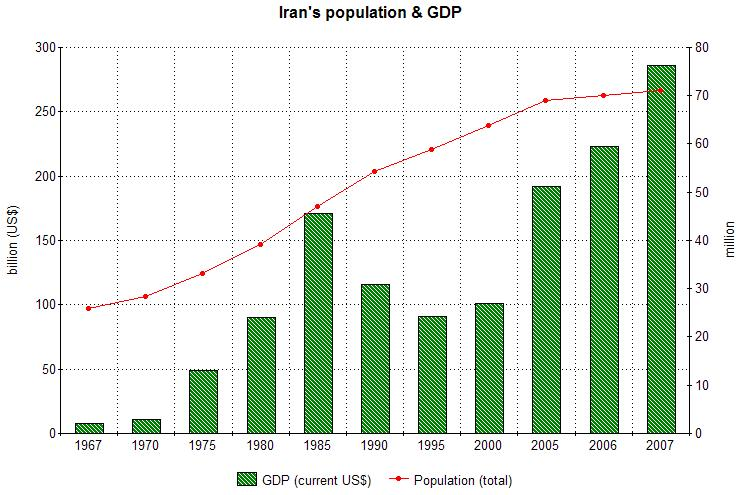
ن.م.إ. لإيران ديموغرافيا النمو السكاني (من عام 1967 حتى 2007).
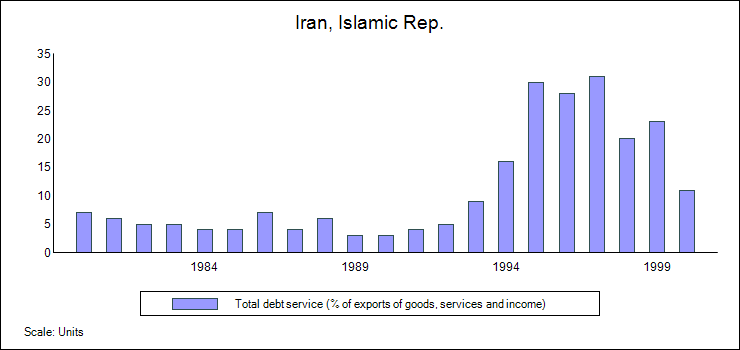
إجمالي خدمة الديون كنسبة مئوية من صادرات الخدمات السلعية والدخ تزايد بنسبة ستة أضعاف ما بين 1990 و1997.
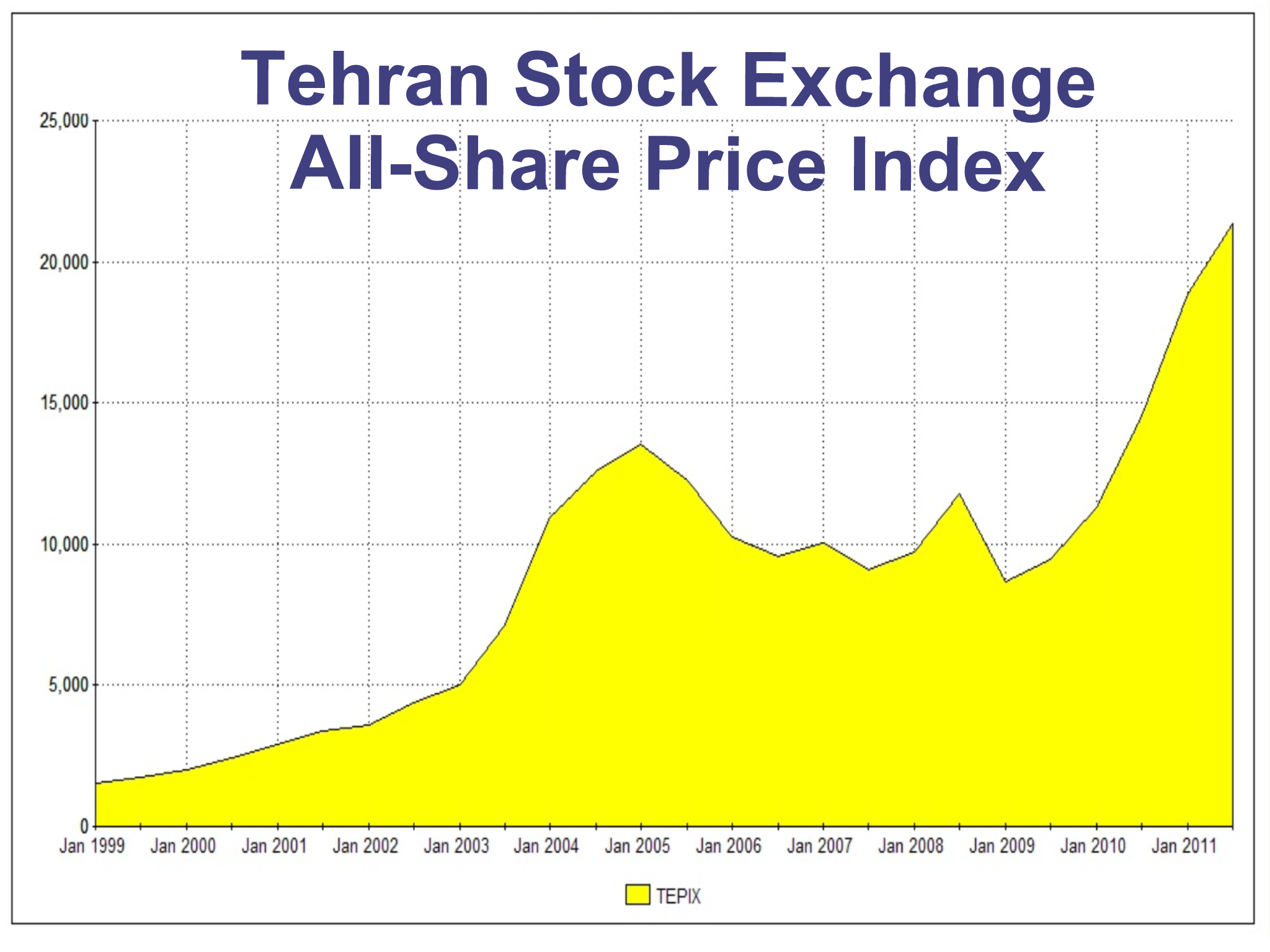
بين مارس 2001 وأبريل 2003، تغير اتجاه بورصة طهران حيث شهدت صعوداً بما يقارب 80%
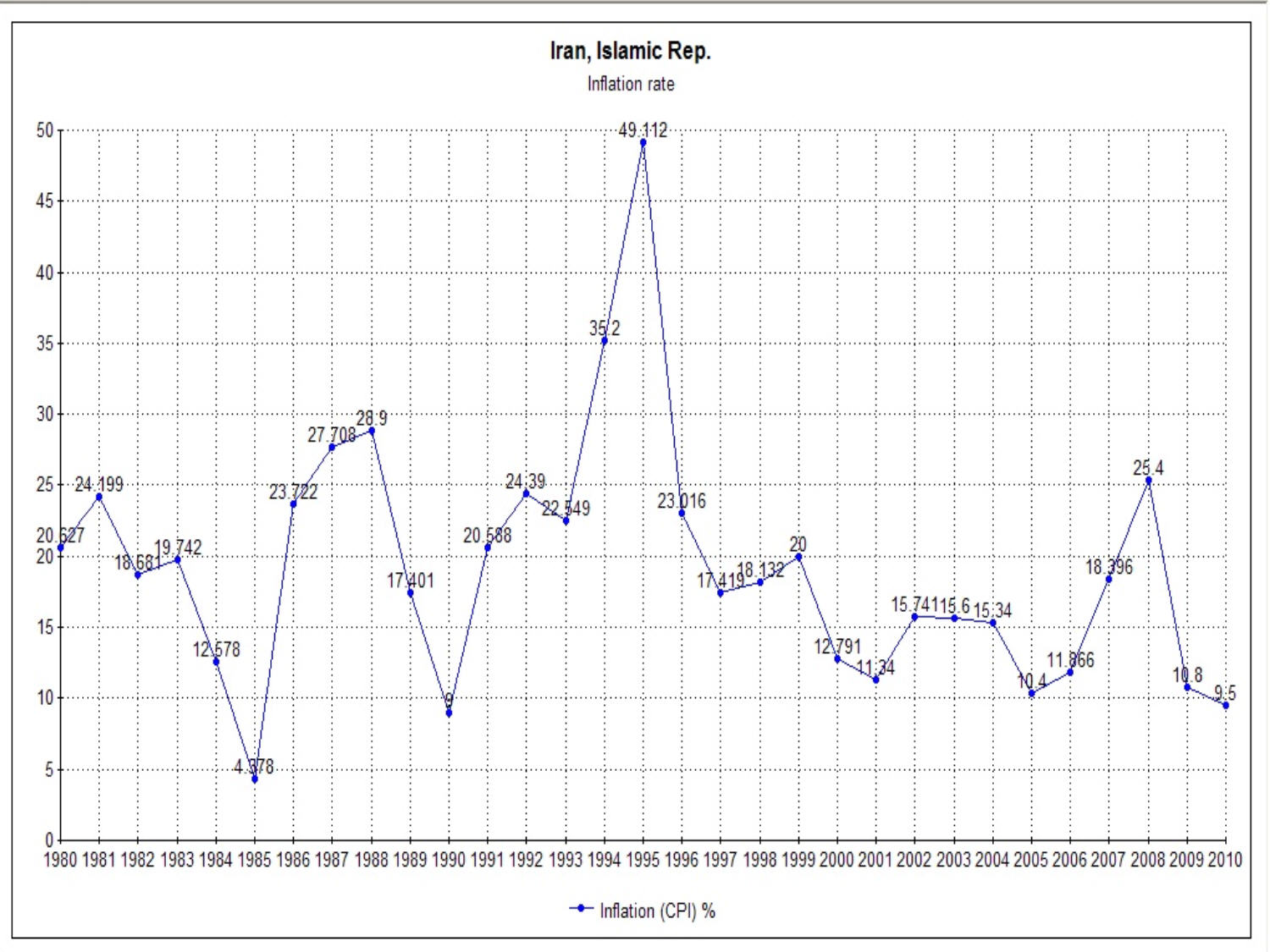
ما بين عام 2002 و2006، كان معدل التضخم في إيران متأرجحاً بين 12 و16%.
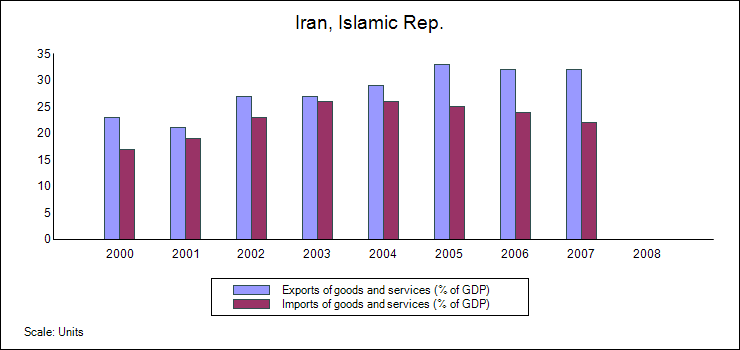
الميزان التجاري الإيراني (2000–2007)
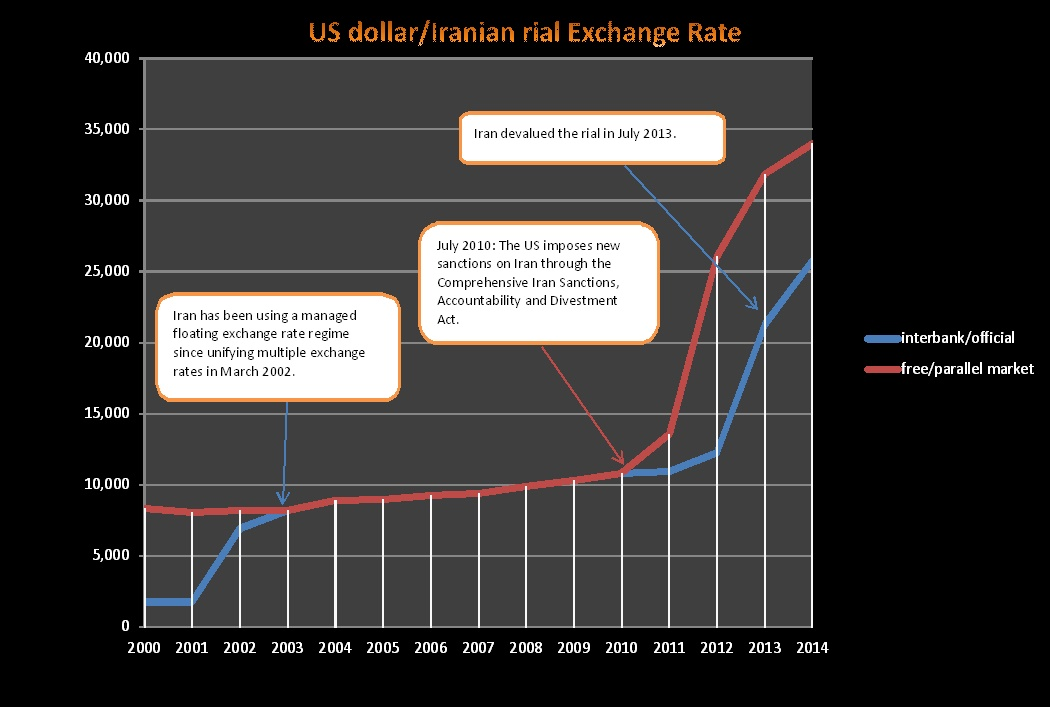
أسعار البورصة التاريخية بالدولار الأمريكي/الريال الإيراني (2003–2013).
وصل عدد سكن إيران إلى 70 مليون عام 2006. أكثر من نصف الإيرانيين تحت 30 سنة، وبلغ معدل معرفة القراءة والكتابة لأكثر من 80.[60]
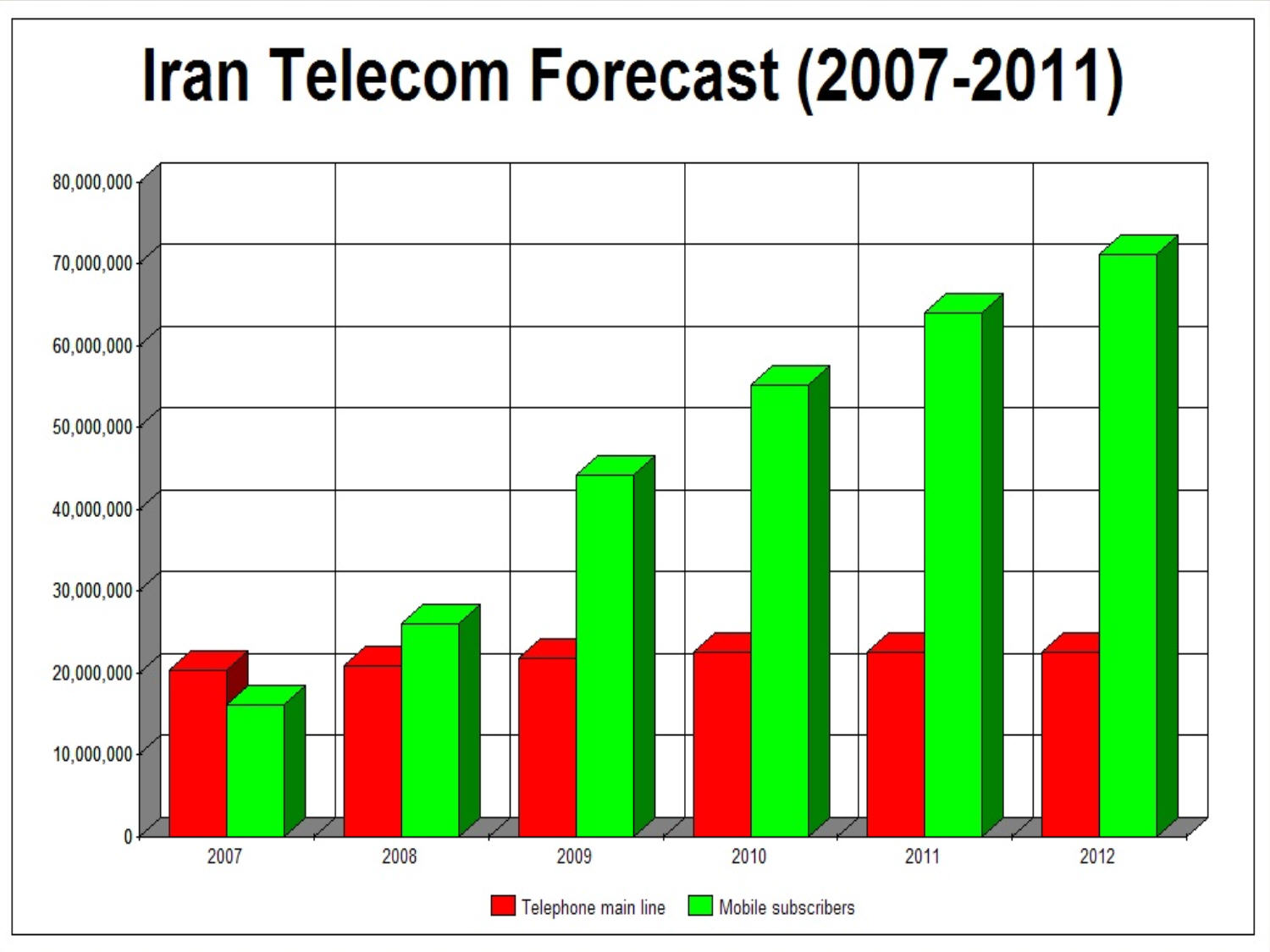
إيران من بين البلدان الخمس الأولى التي يزيد معدل نموها عن 20% وتتمتع بأعلى مستوى في تطوير الاتصالات.
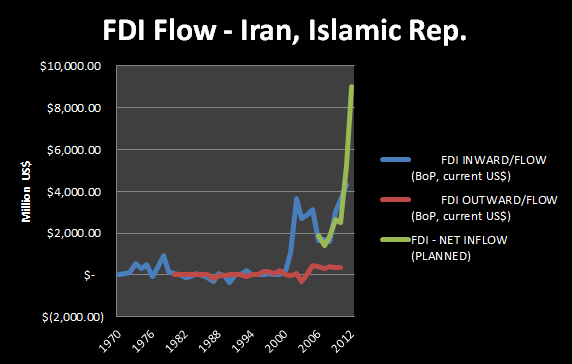
الاستثمار الأجنبي المباشر في إيران (1970–2012)
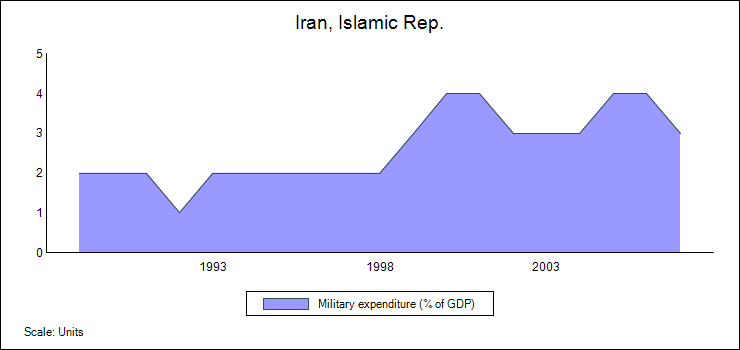
الانفاقات العسكرية الإيرانية (1989–2007).
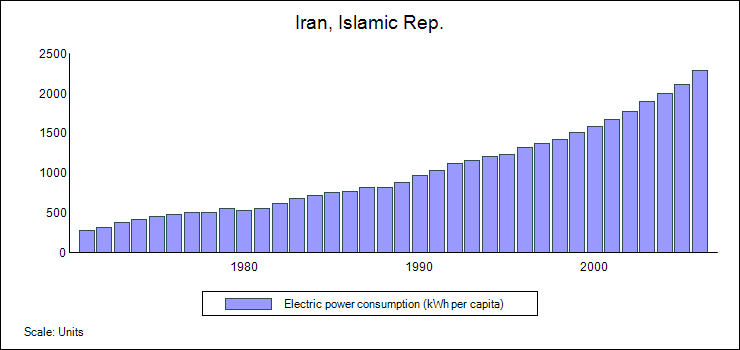
استهلاك الطاقة في إيران يزيد 6.5 ضعف المتوسط العالمي.
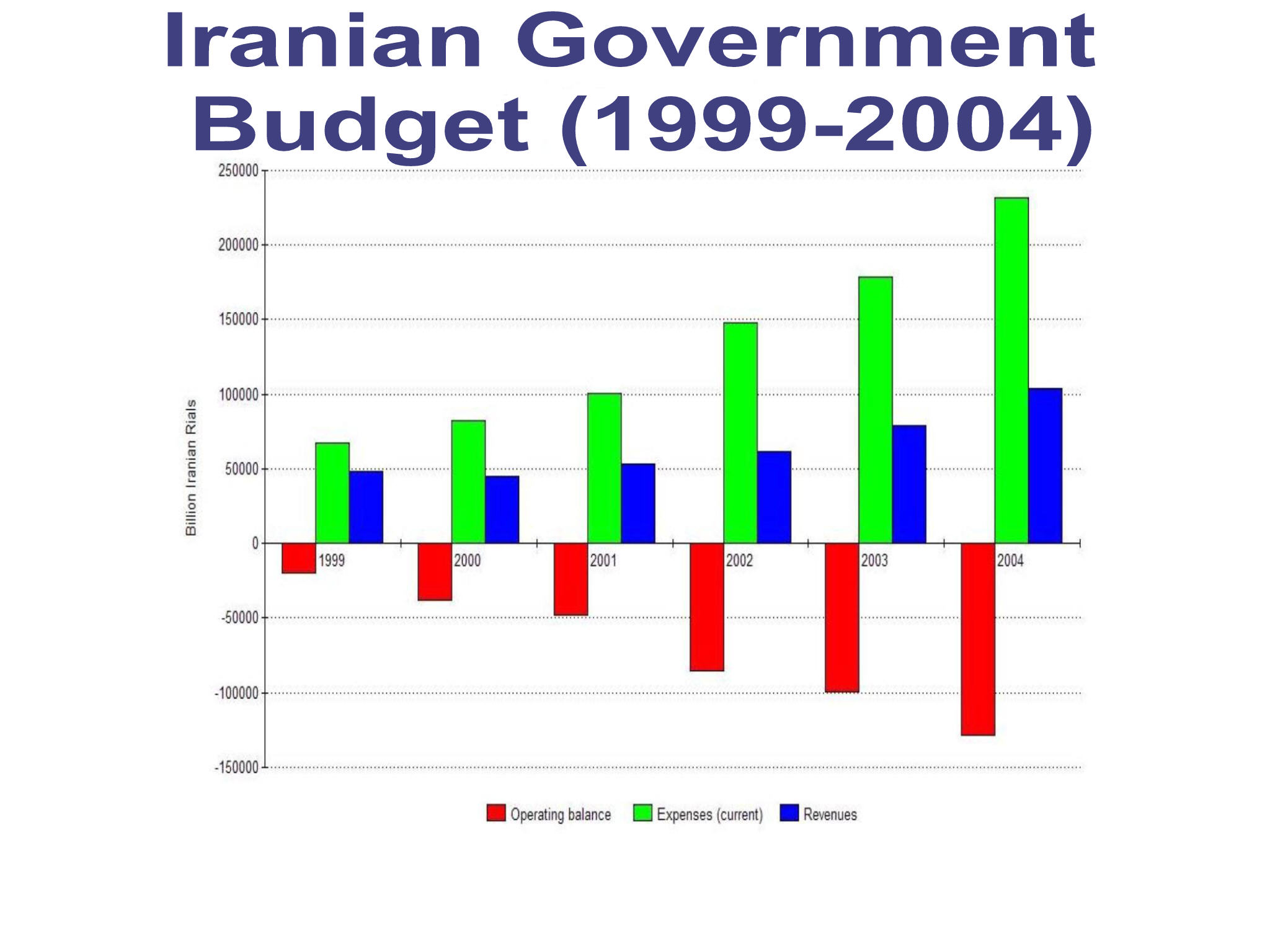
الميزانية الحكومية الإيرانية (1999–2004).
محافظات إيران حسب إسهامها في ن.م.إ. الوطني (2014).
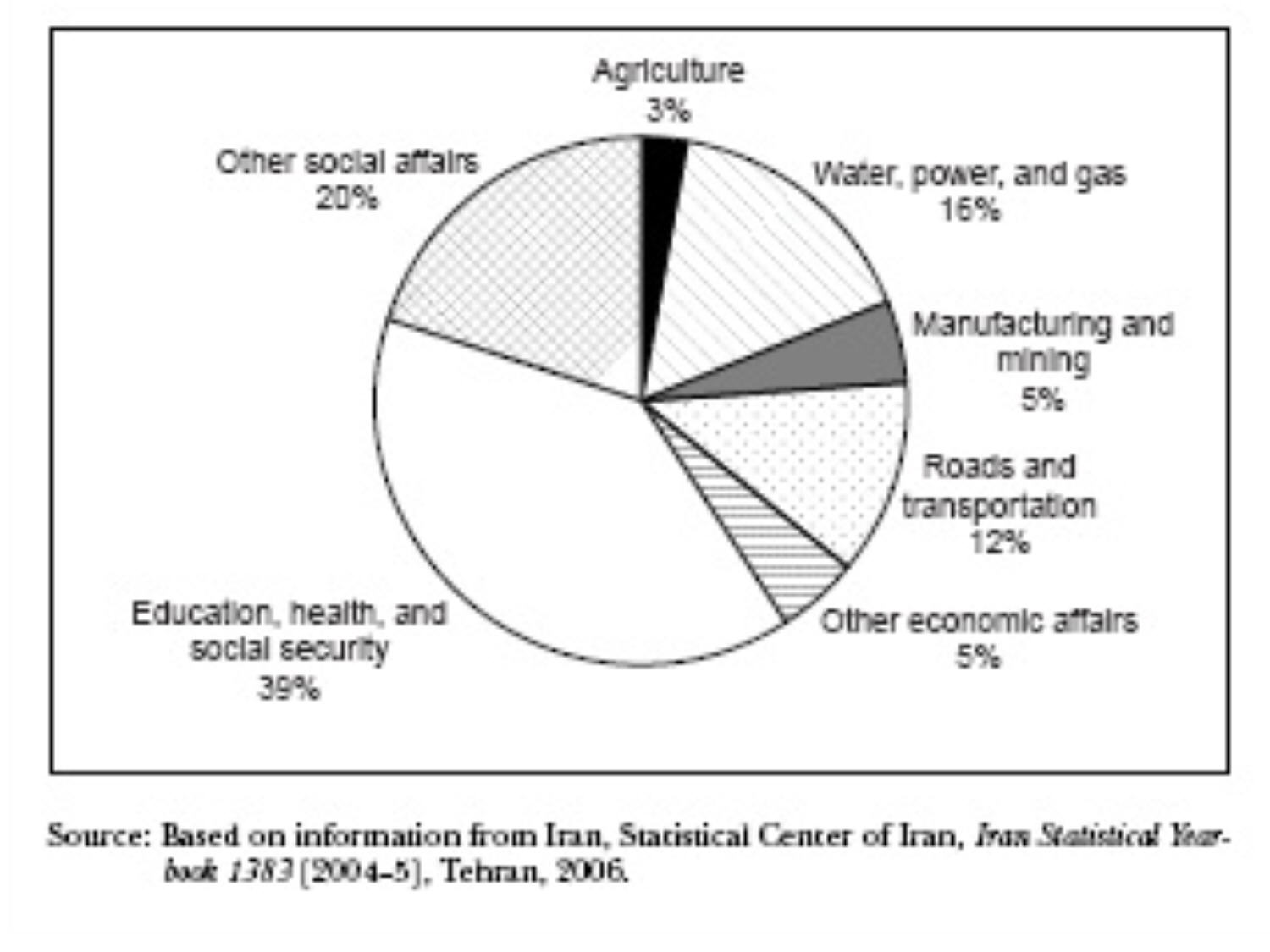
الإنفاقات الاجتماعية-الاقتصادية (2004).
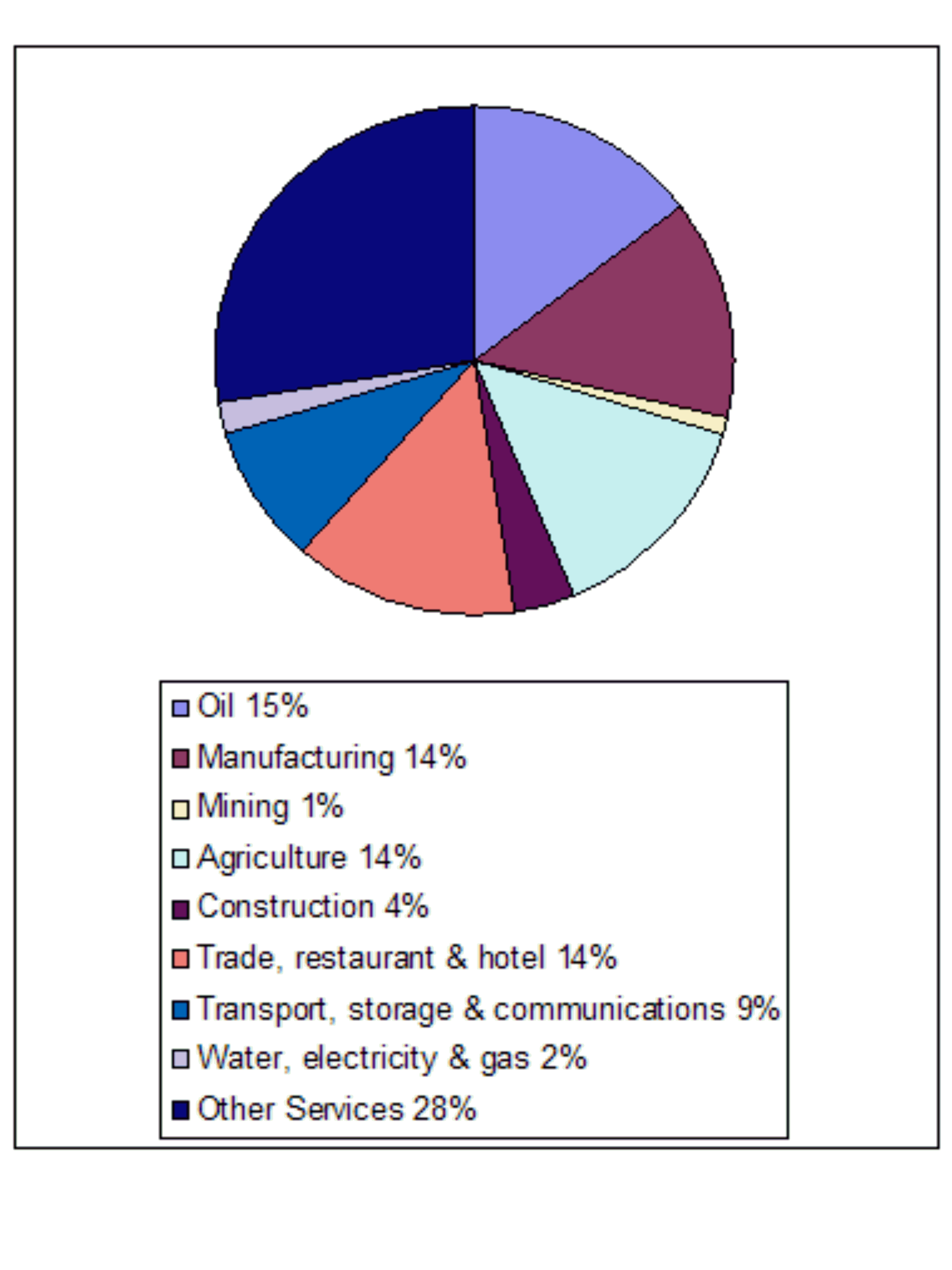
القطاعات الاقتصادية (2002).
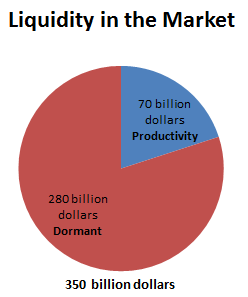
السيولة النقدية (2012).
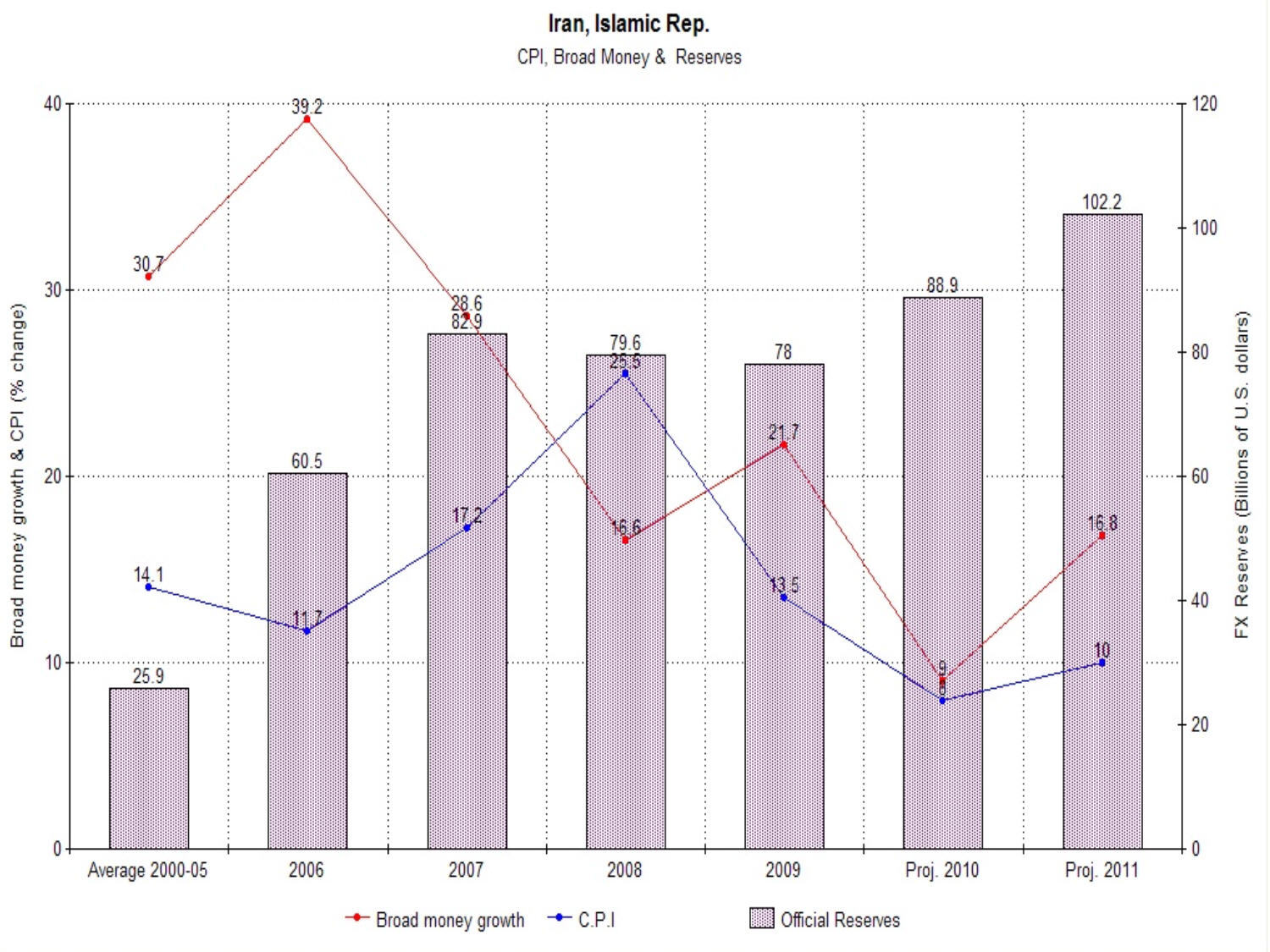
مؤشر سعر المستهلك، الأموال النقدية والاحتياطيات من العملة الأجنبية (2000–2011).
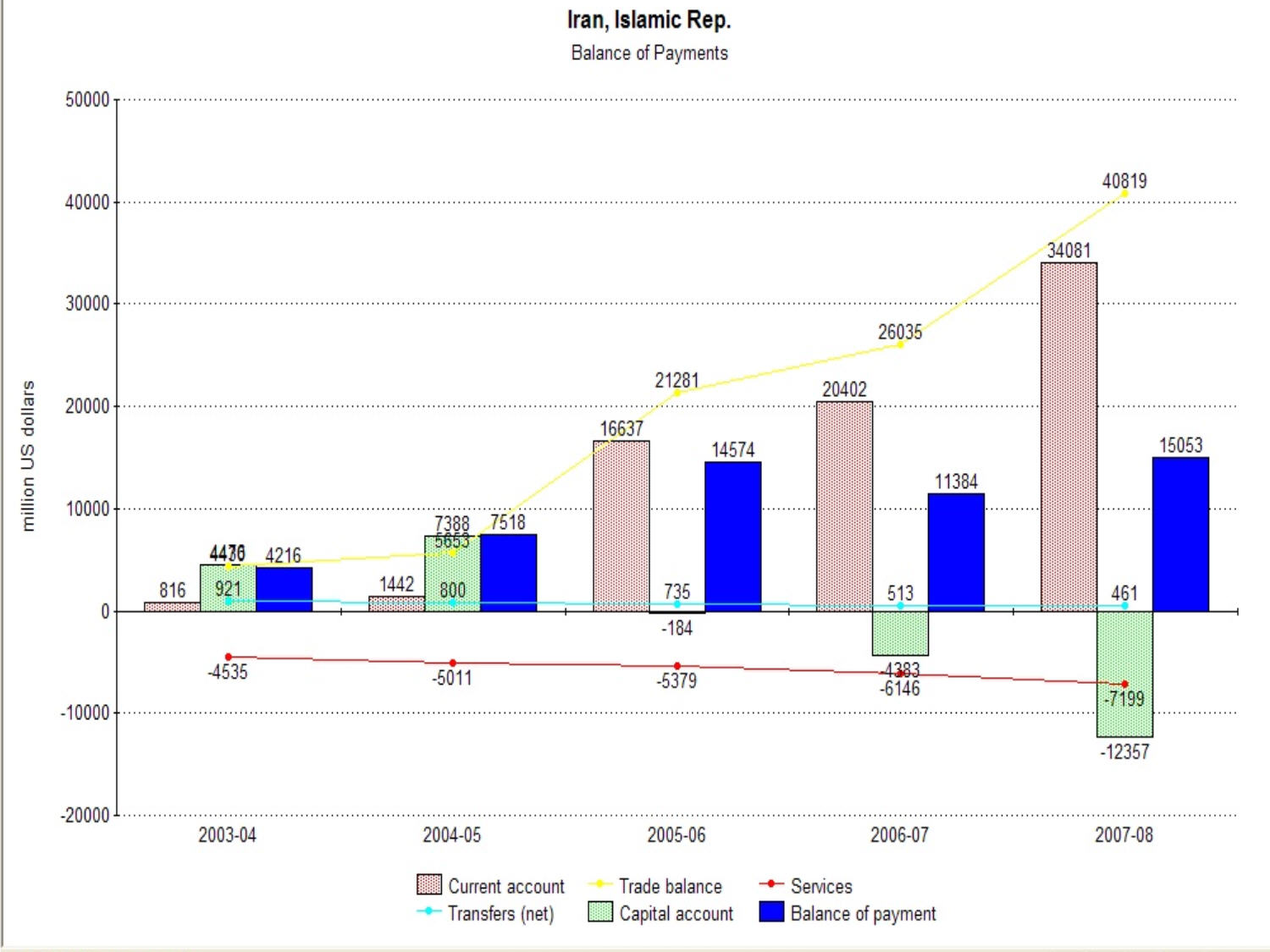
ميزان المدفوعات (2003–2007).
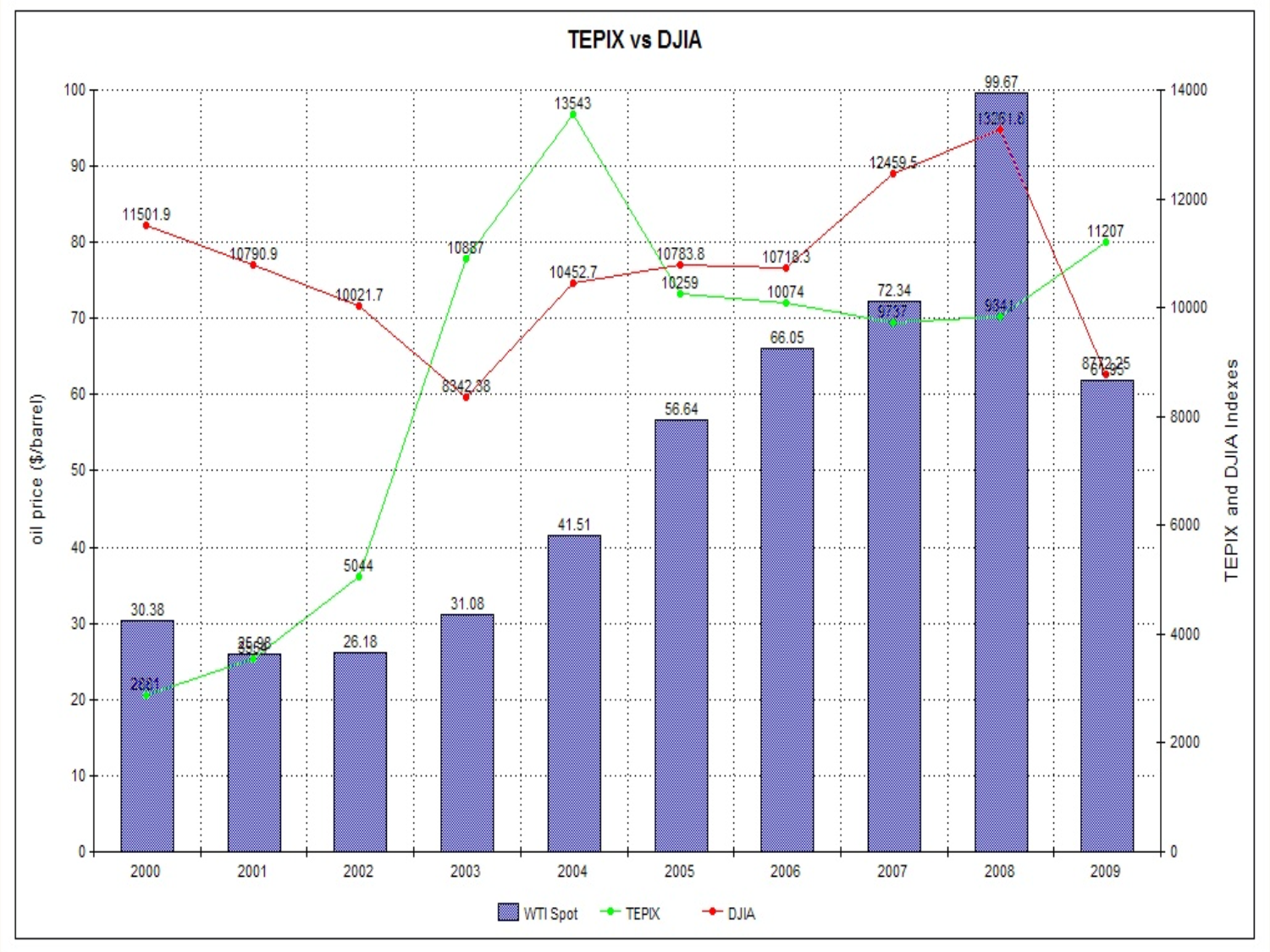
بورصة طهران للأوراق المالية مقابل مؤشر داو جونز الصناعي وأسعار النفط (2000–2009).
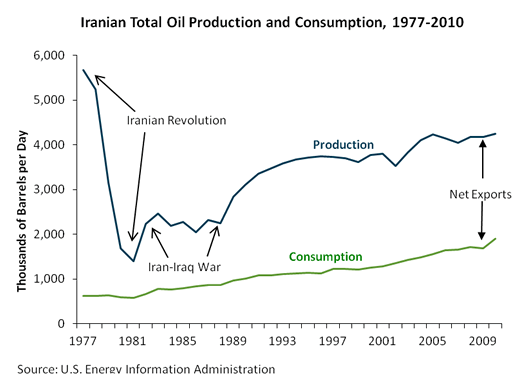
إنتاج وإستهلاك النفط (1977–2010).
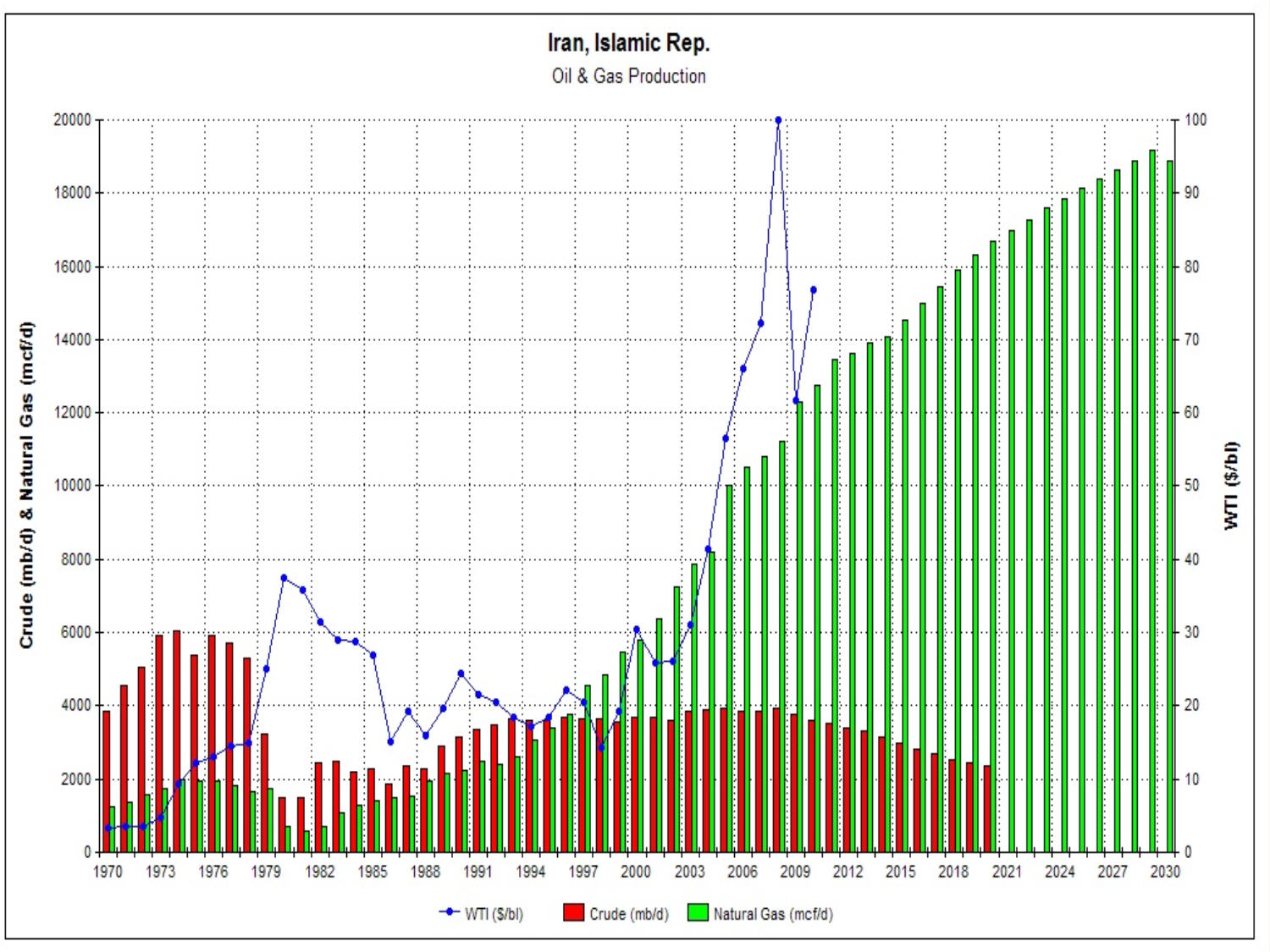
إنتاج وإستهلاك النفط (تقديرات 1970–2030).